# 子守唄シリーズ
『子守唄シリーズ』（こもりうたシリーズ、Samurai'ｓ Lullaby series）は、日本映画のシリーズ。主演：千葉真一、監督：鷹森立一、脚本：池田雄一、製作：東映。

## 概要
渡世人の遠藤文吾（千葉真一）と息子の健一（下沢広之）が旅しながら、絆と愛情を深めていく作品。東京から雪国そして木曽へ親子が旅するロードムービーは、キャリアを重ねてきた千葉の演技力が評価されて大ヒットし、全三作が製作される好評シリーズとなった。一作目と二作目では一節太郎のダブルミリオン「浪曲子守唄」を劇中で流し、三作目は一節の「出世子守唄」が流される歌謡映画でもあり、一節は全作を歌手として出演した。

## 作品

### 浪曲子守唄
- 出演 - 千葉真一・大原麗子・下沢広之・一節太郎・根上淳・安部徹・瑳峨三智子
- 監督 - 鷹森立一
- 脚本 - 池田雄一
- 製作 - 東映
- 公開 - 1966年10月25日（ 日本）

### 続 浪曲子守唄
- 出演 - 千葉真一・小山明子・大原麗子・下沢広之・一節太郎・河津清三郎・嵐寛寿郎
- 監督 - 鷹森立一
- 脚本 - 池田雄一
- 製作 - 東映
- 公開 - 1967年4月1日（）

### 出世子守唄
- 出演 - 千葉真一・小畠絹子・小川知子・下沢広之・一節太郎・川津祐介・丹波哲郎
- 監督 - 鷹森立一
- 脚本 - 池田雄一
- 製作 - 東映
- 公開 - 1967年10月21日（）

## 製作
千葉真一は役作りの一環として、劇中に流れる楽曲を頻繁に聴いていた。下沢広之が配役されたのは、スタッフから幾人かの候補者を見せられ、どの子が良さそうかと聞かれた千葉が下沢を選んだからで、光るものがあったと述べている。本作が下沢の映画初出演となった。